# Shloka
Shloka (sanskrit, en devanāgarī श्लोक et selon IAST : śloka; signifiant "chant", à partir de la racine śru, "oreille") est une catégorie de strophe de la métrique indienne, dérivé de l'Anuṣṭubh (en) védique. Son invention est attribuée à Vālmīki. La strophe est formée de quatre padas octosyllabes. Il est devenu le mètre le plus fréquent à partir du IVe siècle, par exemple Mahabharata et Ramayana, sont composés presque exclusivement en shlokas.
Selon la tradition cette forme est issue d'une composition spontanée de Valmiki en colère d'avoir vu un chasseur abattre l'un des deux oiseaux d'un couple, shloka prenant forme de malédiction contre le chasseur :

« मा निषाद प्रतिष्ठां त्वमगमः शाश्वतीः समाः।यत्क्रौञ्चमिथुनादेकमवधीः काममोहितम्॥ ; mā niṣāda pratiṣṭhā tvamagamaḥ śāśvatīḥ samāḥyat krauñcamithunādekam avadhīḥ kāmamohitam ; Tu ne trouveras nul repos pendant de longues années d’éternité,/ Pour avoir tué un oiseau amoureux et sans méfiance ! »

Selon la tradition, cette strophe née du chagrin de Valmiki face à la douleur de l'oiselle qui pleurait son compagnon tué par un chasseur, est le premier shloka de la littérature sanskrite.
Le shloka est un couplet de deux hémistiches de chacun 16 syllabes, eux-mêmes composés de deux Pādas de huit syllabes, et qui peuvent prendre la forme pathyā ("normale"), ou une parmi plusieurs formes vipulā ("étendues"), selon la table de fréquence suivante (où "⏑" représente laghu, léger, et "–" représente guru, lourd).
Sur 2579 hémistiches de Kalidasa, Magha, Bharavi, et Bilhana, les quatre formes admissibles de shloka ont une pat respective de : 2289, 116, 89, 85.
Les contraintes de constructions sont les suivantes :
- General

1. Les 1re et 8e syllabes des deux pādas sont libres.
2. Syllabes 2-3 : forme "⏑ ⏑" exclue ; "⏑ –", "– ⏑" ou "– –" sont permis
3. Syllabes 2-4 du second pāda : forme "– ⏑ –" exclue
4. Syllabes 5-7 du second pāda : forme "⏑ – ⏑" requise (cadence iambique).

- forme normale (pathyā)

1. Syllabes 5-7 du premier pāda : forme "⏑ – –" requise

- formes étendues (vipulā): la 4e syllabe du premier pāda est obligatoirement "–" . En outre, une des formes suivantes est présente :

1. na-vipulā: Syllabes 5-7 "⏑ ⏑ ⏑"
2. bha-vipulā: Syllabes 2-7 "– ⏑ – – ⏑ ⏑" ou bien "– – – , – ⏑ ⏑" (avec une césure)
3. ma-vipulā: Syllabes 2-7 "– ⏑ – – , – –" (avec une césure après la 5e)
4. ra-vipulā: Syllabes 5-7 ", – ⏑ –" (après une césure))

La forme shloka s'incarne dans les poèmes épiques Bhagavad Gita, Mahabharata, Ramayana, Puranas, Smritis mais aussi dans les traités scientifiques de l'hindouisme comme les Sushruta Samhita et Charaka Samhita., Par exemple, la Mahabharata présente de nombreux mètres, mais une proportion écrasante -- environ 95% -- sont des shlokas de type anustubh, et pour le reste essentiellement du type tristubh.